# San Martino Buon Albergo
San Martino Buon Albergo là một đô thị ở tỉnh Verona trong vùng Veneto của Ý, có cự ly khoảng 100 km về phía tây của Venice và khoảng 9 km về phía đông của Verona. Tại thời điểm ngày 31 tháng 12 năm 2004, đô thị này có dân số 13.231 người và diện tích là 35,3 km².
San Martino Buon Albergo giáp các đô thị: Caldiero, Lavagno, Mezzane di Sotto, San Giovanni Lupatoto, Veronavà Zevio.